# Интернет-банкинг

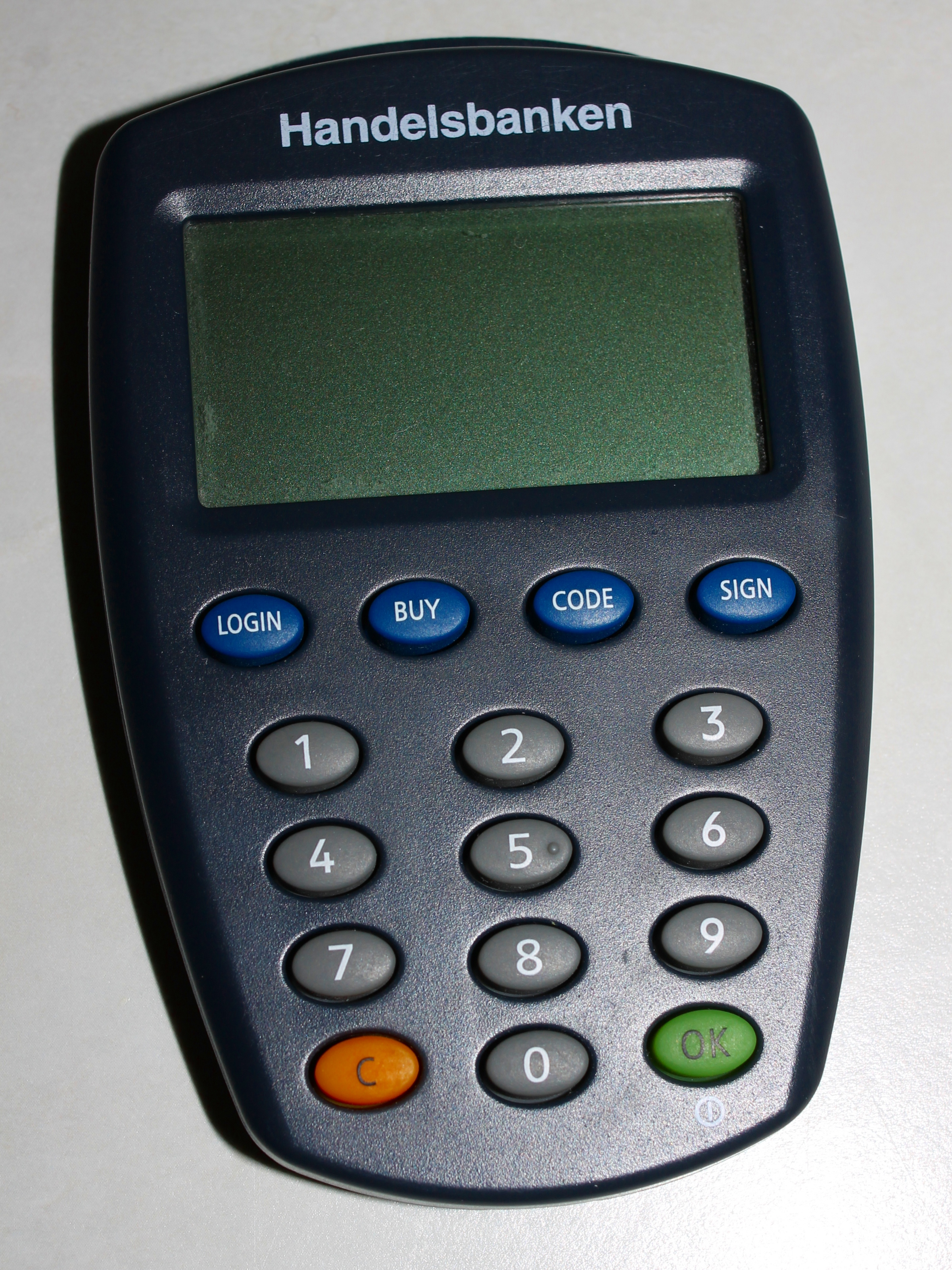
Устройство токен-безопасности для онлайн-банкинга

Интернет-банкинг — общее название технологий дистанционного банковского обслуживания, а также доступ к счетам и операциям (по ним), предоставляющийся в любое время и с любого устройства, имеющего доступ в Интернет. Для выполнения операций используется браузер, то есть отсутствует необходимость установки клиентской части программного обеспечения системы.

## Характеристики
Интернет-банкинг часто доступен по системе банк-клиент, с использованием технологии тонкого клиента.
Как правило, услуги интернет-банкинга включают:
- выписки по счетам;
- предоставление информации по банковским продуктам (депозиты, кредиты, ПИФ и т. д.);
- заявки на открытие депозитов, получение кредитов, банковских карт и т. д.;
- внутренние переводы на карту банка;
- переводы на счета в других банках;
- конвертацию средств;
- личный кабинет для управления услугами.

Современные банки осваивают новое перспективное направление развития брокерских услуг, заключающееся в предоставлении физическим лицам доступа к международным валютным и фондовым рынкам (интернет-трейдинг).
Быстрый рост научно-технического прогресса и новые информационные технологии оказывают существенное влияние и на общую оценку привлекательности банка. Развитие технологического процесса позволяет не только увеличить скорость обработки документов и ведения кассовых операций, но и расширить клиентуру. Благодаря Интернету взаимосвязь клиент-банк становится более оперативной, что позволяет также дифференцированно работать с заказчиком в зависимости от индивидуальных предпочтений, склонности к риску и формирования портфеля клиента. А развитие информационных технологий позволяет в значительной степени сократить дистанцию между производителем и потребителем банковских услуг, существенно обостряет межбанковскую конкуренцию, а, следовательно, способствует развитию банковского обслуживания, как в количественном, так и в качественном аспекте.

## История развития интернет-банкинга
Система интернет-банкинга берет своё начало с 80-х годов прошлого столетия, когда в США была создана система Home Banking. Она давала возможность вкладчикам проверять свои счета, подключаясь к компьютеру банка через телефон. В дальнейшем, по мере развития Интернета и Интернет-технологий банки начинают вводить системы, которые позволяли вкладчикам получать информацию о своих счетах через Интернет. Впервые услуга перевода денежных средств со счетов была введена в 1994 году в США Стэнфордским федеральным кредитным союзом, а уже в 1995 году был создан первый виртуальный банк — Security First Network Bank. Но, к разочарованию основателей проекта, он потерпел фиаско из-за сильного недоверия со стороны потенциальных клиентов. Первым банком, достигшим успеха в онлайн-банкинге, стал Bank of America. К 2001 году он стал первым, среди всех банков, предоставляющих услугу е-банкинга, чья база пользователей этой услугой превысила 2 млн клиентов. На тот момент эта цифра составляла около 20 % всех клиентов банка. А в октябре того же 2001 года и тем же Bank of America была взята планка в 3 млн денежных переводов, осуществленных с помощью услуги онлайн-банкинга на общую сумму более 1 млрд $ США. В настоящее время в странах западной Европы и Америки услугами е-банкинга пользуются более 50 % всего взрослого населения, а среди совершеннолетних пользователей интернета эта цифра достигает 90 %.

#### История развития интернет-банкинга в России
- 1997 год. Гута-банк запустил услугу «Телебанк», позволяющую клиентам банка управлять своими счетами дистанционно по телефону, набирая в тоновом режиме цифровые команды[3][4].
- 1998 год. Автобанк запустил первый в России Интернет-банк для управления счетами онлайн[5].
- 1999 год. Гута-Банк запускает Интернет-банк «Телебанк» взамен одноименного телефонного сервиса[3].
- 2000 год. На сайте Альфа-Банка появляется функция заказа банковских карт[6].
- 2001 год. В июле 2001 года аудитория «Телебанка» Гута-Банка составила 4 тысячи пользователей[5].
- 2001 год. По состоянию на 3-й квартал 2001 года Интернет-обслуживанием занимались 96 кредитных организаций, из них 56 в Москве. Предоставляли услуги физическим лицам 36 банков, при этом в Москве их было 22. Ещё более 100 российских кредитных организаций заявляли в анкетах о намерении внедрить услуги Интернет-банкинга до середины 2002 года[7].
- 2002 год. В ноябре 2002 года Ситибанк начинает обслуживать клиентов - физических лиц[8]. Клиентам сразу же доступен Интернет-банк Citibank Online.
- 2002 год. В декабре 2002 года стал доступен для пользователей Интернет-банк PSB Online Промсвязьбанка для клиентов - физических лиц[9].
- 2003 год. В мае 2003 года Альфа-Банк объявил о запуске Интернет-банка по пластиковым картам своих клиентов[10].
- 2005 год. 5-10 % клиентов физических лиц российских банков пользуются Интернет-банкингом[11].
- 2006 год. Альфа-Банк запустил Интернет-банк для физических лиц «Альфа-Клик»[12].
- 2007 год. В феврале 2007 года Банк Русский стандарт объявил о запуске Интернет-банка для физических лиц[13].
- 2008 год. В феврале 2008 года аудитория Интернет-банка Raffeisen Connect Райффайзенбанка составила 200 тысяч пользователей[14].
- 2008 год. В апреле 2008 года Сбербанк России объявил о запуске Интернет-банка «Электронная Сберкасса», ориентированного на работу со сберкнижками[15].
- 2009 год. В апреле 2009 года Сбербанк России обновил Интернет-банк для физических лиц, который был переименован в «Сбербанк Онлайн»[16]» и позволил пользователям управлять банковскими счетами и картами через Личный кабинет[17][18].
- 2009 год. На начало 2009 года аудитория «Телебанка» ВТБ24 составила 200 тысяч пользователей[19]. В октябре 2009 года аудитория «Телебанка» ВТБ24 достигла отметки в 400 тысяч пользователей[20].
- 2010 год. «ТКС Банк», специализирующийся на дистанционном банковском обслуживании, запускает программу привлечения клиентов по кредитным картам и депозитам через Интернет[21][22].
- 2010 год. В июне 2010 года Сбербанк запустил сервис «Сбербанк Бизнес Онлайн»[23][24][25].
- 2010 год. В июле 2010 года Альфа-Банк объявил о том, что аудитория Интернет-банка «Альфа-Клик» превысила миллион пользователей[26].
- 2013 год. Аудитория Интернет-банкинга в России превысила 15 миллионов пользователей[27].
- 2018 год. Сбербанк Онлайн стал победителем премии «Время инноваций».[28]

## Безопасность Интернет-банкинга
Важным свойством безопасности Интернет-банкинга является подтверждение транзакций с помощью одноразовых паролей (чтобы перехват трафика не давал злоумышленнику возможности получить доступ к финансам). Хотя теоретическая возможность подмены сервера всё же остаётся, однако осуществление подобного мошенничества довольно проблематично (особенно если использовать SSL-соединение с сертификатом, подписанным третьей стороной).